# Chu Bản Lập
Chu Bản Lập (giản thể: 朱本𫟷; phồn thể: 朱本鉝; bính âm: Zhū Běnlì) hoặc Định Vũ Đế (定武帝) được cho là vị hoàng đế cuối cùng của nhà Nam Minh. Nhiều người cho rằng đây chỉ là nhân vật được lực lượng phản Thanh phục Minh hư cấu hoặc phóng đại nhằm củng cố tinh thần kháng chiến mà thôi.

## Tiểu sử
Chu Bản Lập vốn là thành viên của hoàng tộc nhà Minh được thừa kế tước vị Hàn vương (韓王) vào năm 1611. Tuy nhiên, danh tính và sự tồn tại của ông vẫn còn là vấn đề gây tranh cãi trong giới nghiên cứu lịch sử Trung Quốc, và Vĩnh Lịch Đế Chu Do Lang mới được họ coi là vị hoàng đế cuối cùng của nhà Nam Minh.
Năm 1646, bộ tướng của Lý Tự Thành là Hác Vĩnh Trung liên kết với quân khởi nghĩa chống Thanh rồi lập Chu Bản Lập làm hoàng đế và cho đổi niên hiệu là Định Vũ. Chính quyền này cai trị song song với triều đình của Vĩnh Lịch Đế. Định Vũ Đế tỏ ra hòa thuận với Vĩnh Lịch Đế và nhất trí rằng thà giao chiến với quân Thanh đang chiếm đóng đất nước còn hơn là đánh lẫn nhau. Chính quyền của ông luôn dựa vào quân khởi nghĩa chống Thanh, phạm vi hoạt động của họ chủ yếu ở các tỉnh Hồ Nam, Hồ Bắc, Quảng Tây và Tứ Xuyên. 
Năm 1663, nghĩa quân tấn công vùng Vu Sơn ở Tứ Xuyên nhưng bị đại bại, Hác Vĩnh Trung thì bị quân Thanh bắt làm tù binh và giết chết. Năm 1664, Chu Bản Lập qua đời nhưng không rõ vì sao và mai táng ở đâu. Có thuyết nói ông bị quân Thanh bắt và xử tử vào năm 1663 trong khi một số nguồn khác cho rằng ông chạy trốn và mất tích.
Chu Bản Lập có ảnh hưởng tương đối ít đến lịch sử thời kỳ này. Ông đại diện cho sự kháng cự dai dẳng của lực lượng phản Thanh phục Minh, nhưng không có đóng góp lớn nào về chính trị hay quân sự dưới thời Nam Minh.